# Cressensac-Sarrazac
Cressensac-Sarrazac is een gemeente in het Franse departement Lot (regio Occitanie). De plaats maakt deel uit van het arrondissement Gourdon. Cressensac-Sarrazac is op 1 januari 2019 ontstaan door de fusie van de gemeenten Cressensac en Sarrazac. De gemeente telde 1.154 inwoners op 1 januari 2022.

## Geografie
De oppervlakte van Cressensac-Sarrazac bedroeg op 1 januari 2022 41,42 vierkante kilometer; de bevolkingsdichtheid was toen 27,9 inwoners per km².

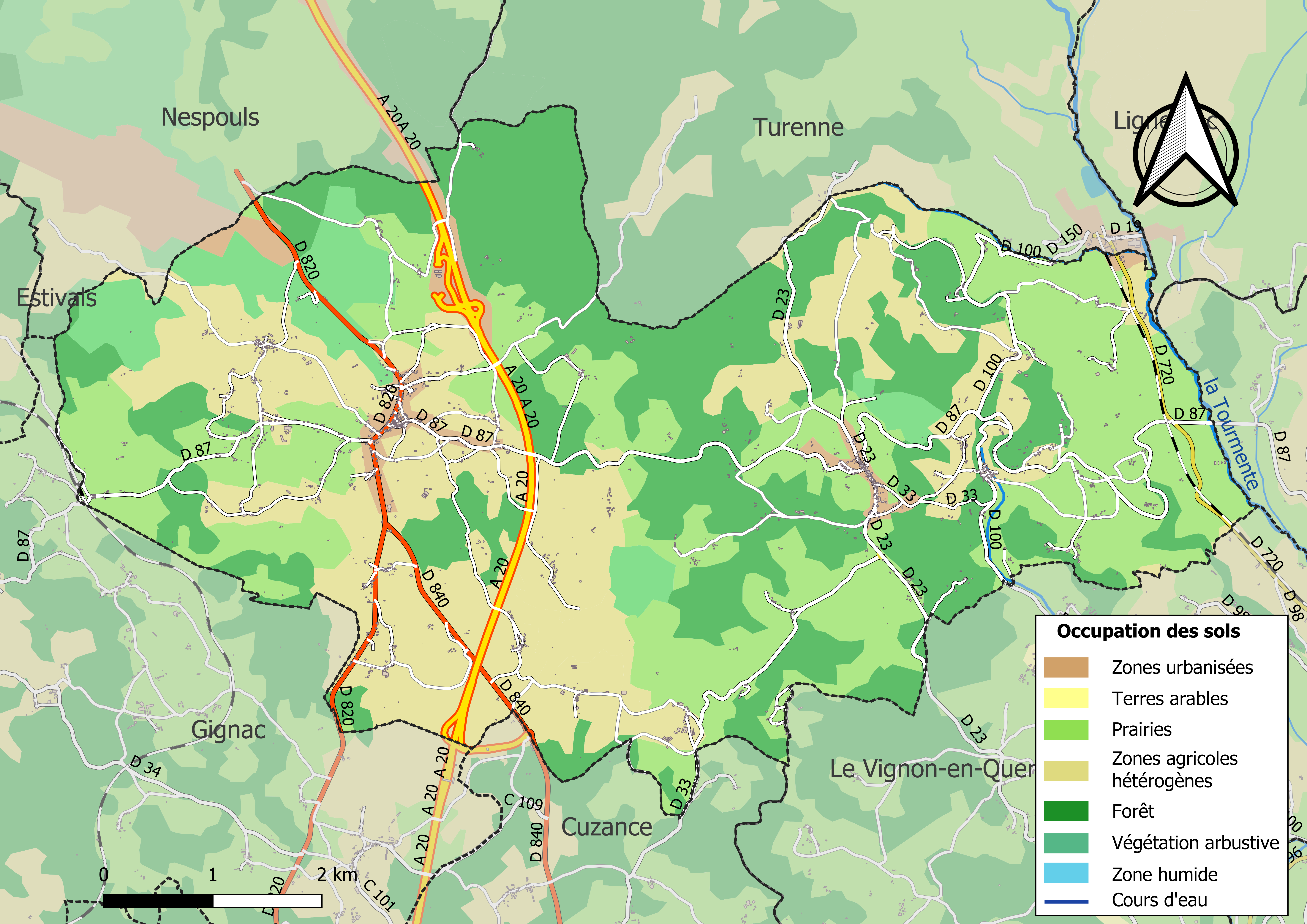
Kaart van de gemeente met de belangrijkste infrastructuur, bodemgebruik en omliggende gemeenten

## Verkeer
Het  spoorwegstation Gignac-Cressenac ligt in de aanpalende gemeente Gignac.